# Chlorek benzoilu
Chlorek benzoilu – organiczny związek chemiczny, pochodna kwasu benzoesowego.

## Właściwości
Należy do klasy chlorków kwasowych kwasów karboksylowych. Ulega hydrolizie, rozkładając się na kwas benzoesowy i chlorowodór (kwas solny).

## Otrzymywanie
Otrzymywany przez chlorowanie kwasu benzoesowego, np. pentachlorkiem fosforu lub chlorkiem sulfurylu.
Stosowany do benzoilowania alkoholi, amin i innych nukleofilowych grup funkcyjnych oraz jako półprodukt w syntezie organicznej, np. przy otrzymywaniu barwników.